# Placówka Straży Celnej „Kamienna”

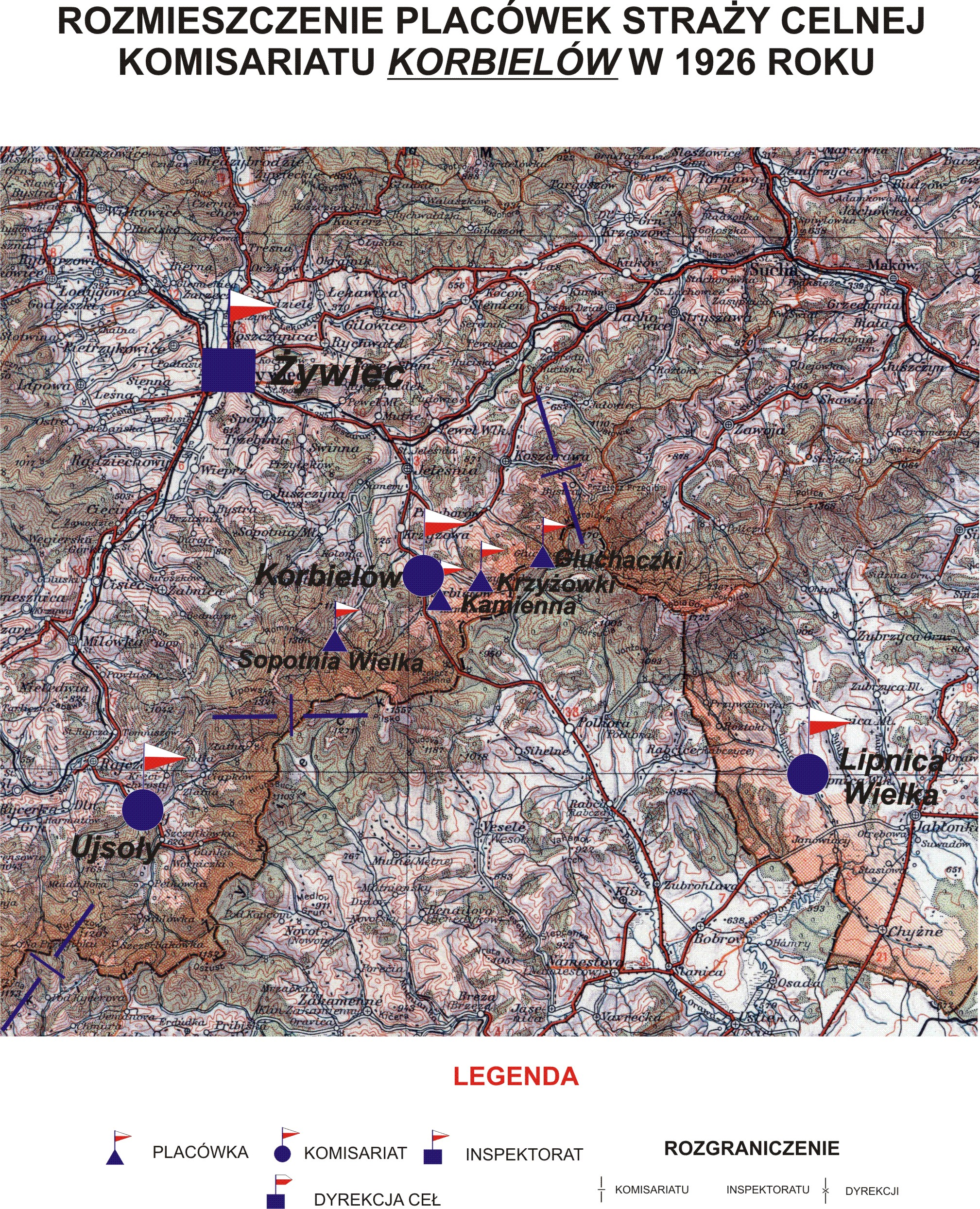
Rozmieszczenie placówek SC Komisariatu Korbielów w 1926

Placówka Straży Celnej „Kamienna” – jednostka organizacyjna Straży Celnej pełniąca w okresie międzywojennym służbę ochronną na granicy polsko-czechosłowackiej.

## Formowanie i zmiany organizacyjne
Na wniosek Ministerstwa Skarbu, uchwałą z 10 marca 1920 roku, powołano do życia Straż Celną. Jednostki Straży Celnej rozpoczęły przejmowanie odcinków granicy od pododdziałów Batalionów Celnych. W 1921 roku w Korbielowie stacjonował sztab 1 kompanii 7 batalionu celnego. Kompania wystawiała również placówkę w Kamiennej. W 1922 roku w Korbielowie stacjonował sztab 4 kompanii 7 batalionu celnego. Kompania wystawiała również placówkę w Kamiennej. Proces tworzenia Straży Celnej trwał do końca 1922 roku. Placówka Straży Celnej „Kamienna” weszła w podporządkowanie komisariatu Straży Celnej „Korbielów” z Inspektoratu SC „Żywiec”.
W drugiej połowie 1927 roku przystąpiono do gruntownej reorganizacji Straży Celnej. W praktyce skutkowało to rozwiązaniem tej formacji granicznej. Ochronę północnej, zachodniej i południowej granicy państwa przejęła powołana z dniem 2 kwietnia 1928 roku Straż Graniczna. Rozkazem nr 10 z 5 listopada 1929 roku w sprawie reorganizacji Śląskiego Inspektoratu Okręgowego komendant Straży Granicznej płk Jan Jur-Gorzechowski powołał komisariat Straży Granicznej „Korbielów”. Placówka Straży Granicznej I linii „Kamienna” znalazła się w jego strukturze.

## Funkcjonariusze placówki
Kierownicy placówki
| stopień    | imię i nazwisko, numer | okres pełnienia służby | kolejne stanowisko |
| ---------- | ---------------------- | ---------------------- | ------------------ |
| przodownik | Marian Galli (140)     | był w 1926             |                    |

Obsada personalna placówki w 1926:
- przodownik Marian Galli (140)
- starszy strażnik Stanisław Olejniczak (262)
- starszy strażnik Stanisław Orzech (304)
- starszy strażnik Stanisław Stokłosa (1182)
- starszy strażnik Wacław Tomczak (228)
- strażnik Jan Filarski (1352)
- strażnik Władysław Gierlach (1628)
- strażnik Władysław Idziak (544)
- strażnik Antoni Kurek (1509)
- strażnik Adolf Pasieka (1273)
- strażnik Alfons Sławiński (1494)
- strażnik Karol Trzos (1193)
- strażnik Feliks Wilk (1341)
- strażnik Wincenty Zaucha (1343)
- strażnik Stefan Złoczewski (1567)